# 渋谷 (池田市)
渋谷（しぶたに）は、大阪府池田市にある地名である。一丁目から三丁目まである。郵便番号は563-0028。当地域の人口は、2017年12月末時点で 3,606 人である（池田市市民生活部総合窓口課の資料による）。

## 地理
池田市の中部に位置する。南西部に一丁目があり、南東部に二丁目、北部に三丁目がある。北は畑三丁目と、西は五月丘一丁目、三丁目および四丁目と、南は緑丘一丁目と、東は畑一丁目とそれぞれ隣接している。当地域は、北摂山系の五月山の南側山麓に位置し、北から南へ向かって傾斜する地形をもっており、第一種低層住居専用地域に指定された閑静な住宅街が広がる。
二丁目には、新池がある。三丁目は、池田山風致地区に指定されている。当地域の南端部には、大阪府道9号箕面池田線（中央線）が通っている。当地域の東端部には、荘園西畑線が通っている。当地域は、池田市立秦野小学校および池田市立渋谷中学校の校区に含まれる。

### 地価
歴史ある高級住宅街が連続する北摂地域に位置しており、公園など緑も多い。渋谷の地価は2023年（令和5年）1月1日の公示地価によれば渋谷1丁目10-12の地点で19万1000円/m2となっている。

## 歴史
1605年（慶長10年）の『摂津国絵図』の中に「渋谷村」との記載がみられる。1879年（明治12年）、豊島郡上渋谷村、下渋谷村が豊島郡渋谷村となる。1884年（明治17年）、豊島郡渋谷村が豊島郡上渋谷村、下渋谷村となる。1889年（明治22年）4月1日、市制・町村制が施行され、豊島郡上渋谷村、下渋谷村が秦野村上渋谷、下渋谷となる。秦野村は、池田みかんの栽培がさかんで、現在の茶臼山公園から渋谷および畑地区にかけての丘陵域には、みかんの畑が存在していた。
1924年（大正13年）、画家の吉田堅治が豊能郡秦野村（現在の下渋谷）で生まれる。1935年（昭和10年）8月10日、池田町、秦野村、細河村、北豊島村が合併し、池田町となる。1944年（昭和19年）4月、町名変更が行われ、秦野村上渋谷、下渋谷が、上渋谷町、下渋谷町となる。1948年（昭和23年）、池田市立高等学校（現在の大阪府立渋谷高等学校）が、上渋谷町210番地（現在の五月丘四丁目）の発動機製造（現ダイハツ工業）の渋谷寮に校舎を移転する。当時は、池田市立渋谷中学校が併置されていた。
1979年（昭和54年）1月1日、上渋谷町、下渋谷町、畑町の一部が、渋谷一丁目から三丁目に変更される。1981年（昭和56年）4月、三丁目に渋谷会館が開館される。1982年（昭和57年）、自性院にあるカイヅカイブキが、市指定文化財の天然記念物に指定される。1983年（昭和58年）から1985年（昭和60年）にかけて、上渋谷地区の土地区画整理事業が、池田市上渋谷土地区画整理組合によって行われる。それまで、同地区は大半が農地として利用されており、地区西部の丘陵地は荒地であり、住宅地は、ほんの一部にとどまっている状況であった。1998年（平成10年）、三丁目の原池が埋め立てられ、都市計画公園の街区公園に分類される渋谷公園が開設される。2015年（平成27年）10月1日、北摂TNRサポート「のらねこさんの手術室」が一丁目に開院される。2021年（令和3年）10月14日、カフェ「sunday mood」が一丁目に開店される。

## 施設
- 渋谷会館[30]
- 下渋谷会館[31]
- 渋谷公園[32][33]
- 渋谷1丁目第1公園[34]
- 渋谷1丁目第2公園[34]
- 渋谷1丁目第3公園[34]
- 荒堀川公園[34]